# Aksel Erhardsen

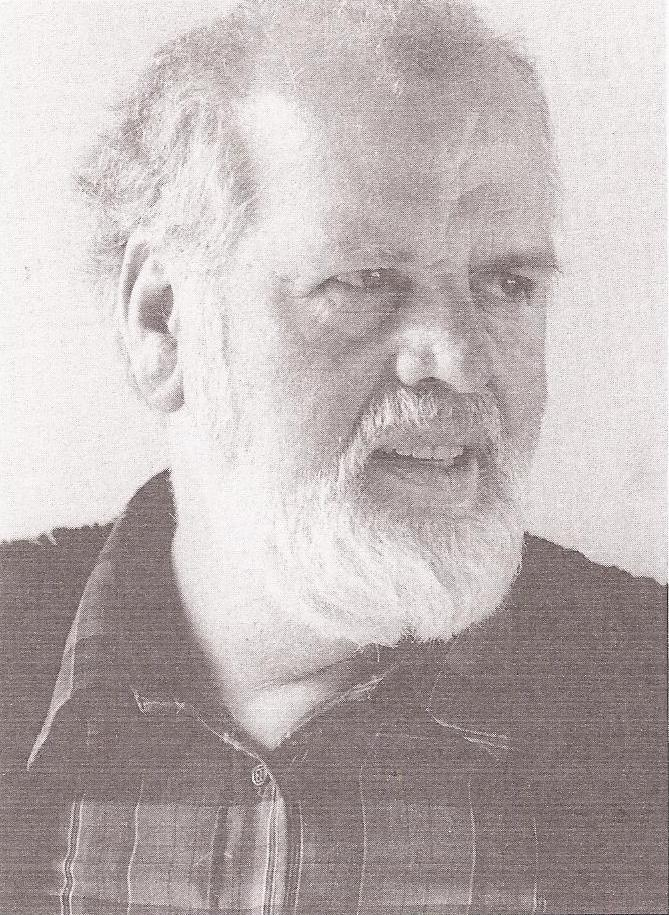
Aksel Erhardsen.

Aksel Erhardsen född 15 januari 1927 i Jylland, Danmark, död 17 februari 2010, var en dansk skådespelare. 
Erhardsen studerade vid Odense Teaters elevskola från 1953. Han var gift med skådespelerskan Lone Rode.

## Filmografi (urval)
- 1993 – Svart höst
- 1985 - August Strindberg ett liv (TV)
- 1983 - Koks i kulissen
- 1980 - Øjeblikket
- 1979 - Johnny Larsen
- 1977 – Bröderna Lejonhjärta